# Doliopteryx crocea
Doliopteryx crocea är en tvåvingeart som beskrevs av Hesse 1956. Doliopteryx crocea ingår i släktet Doliopteryx och familjen svävflugor.
Artens utbredningsområde är Namibia. Inga underarter finns listade i Catalogue of Life.